# Telefonnummern in Island
Die allgemeinen Telefonnummern in Island sind seit dem 3. Juni 1995 siebenstellig. Seitdem gibt es in Island keine Vorwahlnummern mehr.
| 5xxxxxx |  | Hauptstadtgebiet  |
| 42xxxxx |  | Suðurnes          |
| 43xxxxx |  | Vesturland        |
| 456xxxx |  | Vestfirðir        |
| 45xxxxx |  | Norðurland vestra |
| 46xxxxx |  | Norðurland eystra |
| 47xxxxx |  | Austurland        |
| 48xxxxx |  | Suðurland         |
| 6xxxxxx |  | Mobiltelefone     |
| 7xxxxxx |  | Mobiltelefone     |
| 8xxxxxx |  | Mobiltelefone     |

Seit dem 1. Oktober 1995 gibt es die einheitliche Notrufnummer 112. Unter 1818 und 1819 erreicht man die Auskunft. Die internationale Verkehrsausscheidungsziffer (VAZ) ist 00.
Vor der Vereinheitlichung gab es Vorwahlnummern (isländisch svæðisnúmer) wie z. B. 91 für Reykjavík und die internationale Verkehrsausscheidungsziffer war 90.